# William Ayerst Ingram
William Ayerst Ingram fue un pintor escocés nacido en Glasgow en 1855, y fallecido en Falmouth, Cornualles el 20 de marzo de 1913. Miembro de la Newlyn School, realizó notables obras del arte del paisaje y marino. En 1906 ingresó en el Royal Institute of Oil Painters y en 1907 en el Royal Institute of Painters in Water Colours.

## Vida
Después de sus estudios de arte, William Ingram Ayerst expuso desde 1880 sus obras en la Royal Academy of Arts. En 1888 expuso su obra junto a Thomas Cooper Gotch y Alfred East en la recién creada Fine Art Society. 
En la década de 1880, estuvo firmemente comprometido con la Royal Society of British Artists. Este año fue presidente de la Royal British Colonial Society of Artists. 
Ingram viajó mucho y fue el fundador y presidente de la Anglo-Australian Society. Murió a los 58 años de edad en 1913 en Falmouth.

## Obra
- At Anchor

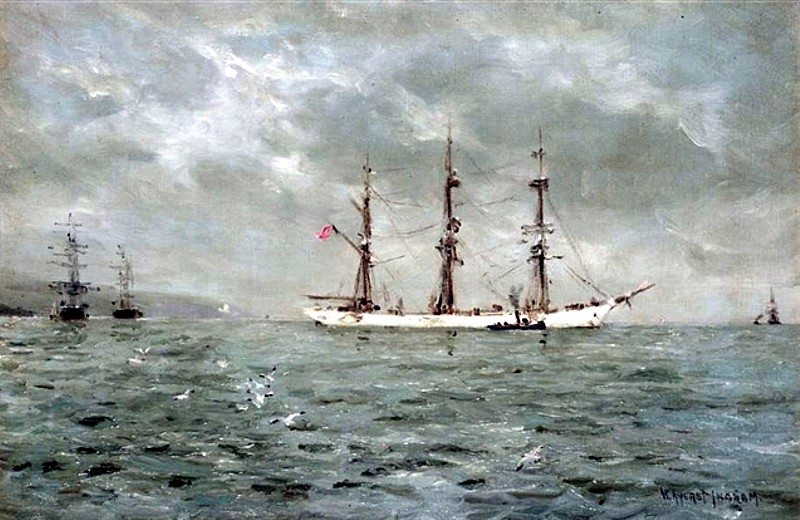
At Anchor

- Horse And Cart On Beach (Coche de caballos en la playa)
- Sailing Ship At Sea With Ghost Freighter

## Fuente
- Esta obra contiene una traducción  derivada de «William Ingram Ayerst» de Wikipedia en alemán, publicada por sus editores bajo la Licencia de documentación libre de GNU y la Licencia Creative Commons Atribución-CompartirIgual 4.0 Internacional.

- Datos: Q376467
- Multimedia: William Ayerst Ingram / Q376467